# Serie A 1966/1967
Soutěžní ročník Serie A 1966/1967 byl 65. ročník nejvyšší italské fotbalové ligy a 35. ročník pod názvem Serie A. Konal se od 18. září 1966 do 1. června 1967 a skončila vítězstvím Juventusu, který vyhrál svůj 13 titul po šesti letech.
Nejlepším střelcem se stal italský hráč Luigi Riva (Cagliari), který vstřelil 18 branek.

## Události

### Před sezonou
Nováčci soutěže: Benátky se vrátili po 3 letech, Lecco po čtyřech a po jedné sezoně Mantova.
Po debaklu italského národního týmu na MS 1966, který skončil nečekaným a šokujícím vyřazením od KLDR, vedlo k velké revoluci v italském fotbale. Cíl byl usnadnit růst a poté mýt úspěch nové generaci hráčů. A tak federace dospěla k rozhodnutí zablokovat najímání zahraničních hráčů ze zahraničních lig.
Také se rozhodlo, že budou všechny ligy reorganizovány. Tato sezona byla poslední, která měla 18 týmů. Oproti minulé sezony, teď sestoupili čtyři týmy a od příští sezony bylo v lize 16 týmů. 
Kvůli zákazu vstupu cizinců nebyl přestupový trh nijak zvlášť živý. Proto obhájce titulu Inter, byl nucen odstoupit od dohod uzavřených se dvěma významnými mezinárodními šampióny té doby, Němcem Beckenbauerem a Portugalcem Eusébiem, proto se klub rozhodl o příchod čtyřiatřicetiletého Luíse Vinícia (Vicenza), který byl vyměněn za Goriho. Jejich městský rival Milán se rozhodl přivést nového trenéra, svého bývalého hráče Silvestriho, který vedl 5 let Cagliari. Také koupilo Rosata (Turín) a Anquillettiho (Atalanta). Naopak po 12 letech odešel Maldini a po 9 letech Trebbi (oba Turín). Juventus nechal jít útočníka da Costu (Verona), aby přivedl jiného útočníka De Pauliho (Brescia).
Další změny byli: Alberto Orlando (Turín → Neapol), Nestor Combin (Varese → Turín), Roberto Boninsegna (Varese → Cagliari), Joaquín Peiró (Inter → AS Řím), Pierluigi Pizzaballa (Atalanta → Řím), Fabio Cudicini (AS Řím → Brescia), Antonio Angelillo (Milán → Lecco), Pedro Manfredini (Brescia → Benátky), Humberto Maschio (Fiorentina → Racing Club), Sergio Castelletti (Fiorentina → Lazio).
Poprvé se stalo, že v nejvyšší lize se neobjevil žádný tým z Janova.

### Během sezony
Obhájci titulu začali dobře, klub vyhrál prvních sedm zápasů, kde inkasoval pouze jeden gól a během několika týdnů se oddělili od pronásledovatelů Neapole a Juventusu. V průběhu sezony se stará dáma přibližovala, to když Nerazzurri zaváhalo překvapivě v Laziu. Nakonec byl Inter zimním mistrem s jednobodovým náskokem před Juventusem.
Poté stará dáma tři zápasy po sobě uhrála remízu a tím byl klub pozici o 4 body minus. V následujících týdnech se rozmezí bodů vždy pohybovalo mezi 2 a 4 body. Ve 30. kole Juventus prohrál s Milánem a Inter byl blízko titulu. Ti ale v následujícím kole prohráli právě se starou dámou a poté remizovali proti Neapoli a Fiorentině a Juventus se před posledním kolem přiblížil na jeden bod. Oba zápasy se odehráli 1. června.
Nerazzurri nevstoupili do rozhodujícího zápasu v Mantově v dobrém rozmaru. Prohráli totiž finále poháru PMEZ, proti Celticu (0:1). Zápas doma z Mantovou skončil kvůli chybě brankáře Sartiho prohrou 0:1. Zato Juventus vyhrál 2:1 v Laziu (tím klub sestoupil) a mohl tak slavit po 6 letech již 13 titul. Tím skončila éra Grande Inter, která trvala 4 roky a vyhrála celkem 7 trofejí. Na třetím místě skončila Boloňa se ztrátou 4 bodů na mistra. Rekord zaznamenal tým Mantova, když v sezoně uhrál 22 remíz i díky brankáři Zoffa.
Sestup patřil Laziu, Foggie, Benátek a Leccu.

## Účastníci
| Klub              | Město     | Stadion                            | Trenér                                                               | Nejlepší střelec                        |
| ----------------- | --------- | ---------------------------------- | -------------------------------------------------------------------- | --------------------------------------- |
| Atalanta          | Bergamo   | Stadio Comunale                    | Stefano Angeleri                                                     | Giancarlo Danova (6)                    |
| Benátky           | Benátky   | Stadio Pierluigi Penzo             | Armando Segato                                                       | Ferruccio Mazzola (7)                   |
| Boloňa            | Boloňa    | Stadio Comunale                    | Luis Carniglia                                                       | Ezio Pascutti (10)                      |
| Brescia           | Brescia   | Stadio Mario Rigamonti             | Renato Gei                                                           | Gaetano Troja (8)                       |
| Cagliari          | Cagliari  | Stadio Amsicora                    | Manlio Scopigno                                                      | Luigi Riva (18)                         |
| Fiorentina        | Florencie | Stadio Comunale                    | Giuseppe Chiappella                                                  | Kurt Hamrin (16)                        |
| Foggia            | Foggia    | Stadio Pino Zaccheria              | Egizio Rubino (1.–10. kolo) Luigi Bonizzoni                          | Vincenzo Traspedini (8)                 |
| Inter             | Milán     | Stadio San Siro                    | Helenio Herrera                                                      | Sandro Mazzola (17)                     |
| Juventus          | Turín     | Stadio Comunale di Torino          | Heriberto Herrera                                                    | Giampaolo Menichelli (11)               |
| Lanerossi Vicenza | Vicenza   | Stadio Romeo Menti                 | Aldo Campatelli (1.–8. kolo) Antonio Pin (9.–29. kolo) Umberto Menti | Sergio Gori, Mario Maraschi (8)         |
| Lazio             | Řím       | Stadio Olimpico                    | Umberto Mannocci (1.–7. kolo) Maino Neri                             | Romano Bagatti, Juan Carlos Morrone (4) |
| Lecco             | Lecco     | Stadio Mario Rigamonti-Mario Ceppi | Angelo Piccioli                                                      | Sergio Clerici, Gianpaolo Incerti (4)   |
| Mantova           | Mantova   | Stadio Danilo Martelli             | Giancarlo Cadé                                                       | Beniamino Di Giacomo (6)                |
| Milán             | Milán     | Stadio San Siro                    | Arturo Silvestri                                                     | Gianni Rivera (12)                      |
| Neapol            | Neapol    | Stadio San Paolo                   | Bruno Pesaola                                                        | José Altafini (16)                      |
| Řím               | Řím       | Stadio Olimpico                    | Oronzo Pugliese                                                      | Joaquín Peiró (9)                       |
| SPAL              | Ferrara   | Stadio Comunale                    | Francesco Petagna                                                    | Ivano Bosdaves (5)                      |
| Turín             | Turín     | Stadio Comunale di Torino          | Nereo Rocco                                                          | Luigi Meroni (9)                        |

## Tabulka
| Poř. | Tým               | Z  | V  | R  | P  | VG | OG | B  |
| ---- | ----------------- | -- | -- | -- | -- | -- | -- | -- |
| 1.   | Juventus          | 34 | 18 | 13 | 3  | 44 | 19 | 49 |
| 2.   | Inter             | 34 | 19 | 10 | 5  | 59 | 22 | 48 |
| 3.   | Boloňa            | 34 | 18 | 9  | 7  | 48 | 27 | 45 |
| 4.   | Neapol            | 34 | 17 | 10 | 7  | 46 | 23 | 44 |
| 5.   | Fiorentina        | 34 | 15 | 13 | 6  | 53 | 29 | 43 |
| 6.   | Cagliari          | 34 | 13 | 14 | 7  | 35 | 17 | 40 |
| 7.   | Turín             | 34 | 10 | 18 | 6  | 33 | 26 | 38 |
| 8.   | Milán             | 34 | 11 | 15 | 8  | 36 | 32 | 37 |
| 9.   | Mantova           | 34 | 6  | 22 | 6  | 22 | 23 | 37 |
| 10.  | Řím               | 34 | 11 | 11 | 12 | 35 | 39 | 33 |
| 11.  | Atalanta          | 34 | 9  | 13 | 12 | 28 | 43 | 31 |
| 12.  | SPAL              | 34 | 8  | 13 | 13 | 28 | 36 | 29 |
| 13.  | Lanerossi Vicenza | 34 | 7  | 14 | 13 | 26 | 39 | 28 |
| 14.  | Brescia           | 34 | 7  | 14 | 13 | 22 | 40 | 28 |
| 15.  | Lazio             | 34 | 6  | 15 | 13 | 20 | 35 | 27 |
| 16.  | Foggia & Incedit  | 34 | 7  | 10 | 17 | 28 | 49 | 24 |
| 17.  | Benátky           | 34 | 4  | 9  | 21 | 29 | 57 | 17 |
| 18.  | Lecco             | 34 | 3  | 11 | 20 | 21 | 57 | 17 |

Poznámky
- Z = Odehrané zápasy; V = Vítězství; R = Remízy; P = Prohry; VG = Vstřelené góly; OG = Obdržené góly; B = Body
- za výhru 2 body, za remízu 1 bod, za prohru 0 bodů.
- při rovnosti bodů rozhodovalo skóre.

|  | Mistr ligy a přímý postup do poháru PMEZ 1967/68 |
|  | Přímý postup do poháru PVP 1967/68               |
|  | Přímý postup do VP 1967/68                       |
|  | Sestup do Serie B                                |

## Statistiky

### Výsledková tabulka
|            | Atalanta | Benátky | Boloňa | Brescia | Cagliari | Fiorentina | Foggia | Inter | Juventus | L. Vicenza | Lazio | Lecco | Mantova | Milán | Neapol | Řím | SPAL | Turín |
| ---------- | -------- | ------- | ------ | ------- | -------- | ---------- | ------ | ----- | -------- | ---------- | ----- | ----- | ------- | ----- | ------ | --- | ---- | ----- |
| Atalanta   | –        | 1:0     | 1:0    | 2:1     | 1:0      | 0:0        | 2:0    | 0:5   | 0:2      | 0:0        | 3:0   | 1:0   | 0:0     | 0:0   | 1:1    | 2:4 | 0:1  | 1:1   |
| Benátky    | 1:1      | –       | 1:2    | 3:0     | 1:1      | 2:6        | 1:0    | 2:3   | 0:2      | 0:2        | 1:1   | 2:0   | 0:0     | 1:2   | 0:0    | 1:2 | 1:0  | 1:1   |
| Boloňa     | 2:1      | 0:0     | –      | 2:0     | 1:1      | 1:1        | 5:0    | 3:2   | 2:0      | 2:0        | 1:0   | 2:0   | 1:1     | 2:0   | 1:0    | 2:0 | 2:0  | 2:1   |
| Brescia    | 0:0      | 3:2     | 0:2    | –       | 1:2      | 0:0        | 0:0    | 0:3   | 1:1      | 0:0        | 1:0   | 2:0   | 1:1     | 0:0   | 1:0    | 3:3 | 0:0  | 0:1   |
| Cagliari   | 3:1      | 4:0     | 4:0    | 2:0     | –        | 1:0        | 0:0    | 1:1   | 0:0      | 0:0        | 1:0   | 3:1   | 0:0     | 0:0   | 0:0    | 2:1 | 1:1  | 2:0   |
| Fiorentina | 1:1      | 2:0     | 1:1    | 7:1     | 1:0      | –          | 0:1    | 1:2   | 1:2      | 3:0        | 5:1   | 2:0   | 0:0     | 1:0   | 1:1    | 2:2 | 0:0  | 1:0   |
| Foggia     | 4:1      | 3:0     | 0:1    | 0:1     | 0:0      | 1:2        | –      | 0:4   | 0:0      | 2:2        | 2:1   | 4:1   | 2:1     | 0:2   | 1:1    | 2:2 | 0:0  | 0:0   |
| Inter      | 2:0      | 2:1     | 2:1    | 1:0     | 2:1      | 1:1        | 3:0    | –     | 1:1      | 2:0        | 0:0   | 1:1   | 1:1     | 4:0   | 1:1    | 0:0 | 2:1  | 1:2   |
| Juventus   | 0:0      | 2:1     | 2:1    | 0:0     | 1:0      | 4:1        | 3:0    | 1:0   | –        | 2:0        | 2:1   | 3:0   | 1:1     | 1:1   | 2:0    | 2:0 | 2:1  | 0:0   |
| L. Vicenza | 1:2      | 2:1     | 0:0    | 1:1     | 0:2      | 3:1        | 3:1    | 0:5   | 0:1      | –          | 0:0   | 3:0   | 2:2     | 1:1   | 2:1    | 0:1 | 1:0  | 0:1   |
| Lazio      | 1:3      | 1:1     | 2:1    | 0:2     | 0:1      | 0:0        | 2:1    | 1:0   | 0:0      | 0:0        | –     | 2:0   | 1:0     | 0:0   | 0:0    | 0:1 | 1:1  | 0:0   |
| Lecco      | 0:0      | 2:1     | 1:2    | 1:0     | 0:2      | 0:3        | 3:0    | 0:2   | 1:3      | 0:0        | 0:1   | –     | 0:0     | 1:1   | 0:3    | 2:2 | 1:1  | 0:0   |
| Mantova    | 0:0      | 2:1     | 1:1    | 0:0     | 0:0      | 0:0        | 0:1    | 1:0   | 1:1      | 2:0        | 0:0   | 1:1   | –       | 1:0   | 0:2    | 1:0 | 1:0  | 0:0   |
| Milán      | 0:0      | 2:1     | 1:1    | 0:1     | 2:1      | 0:2        | 3:1    | 0:1   | 3:1      | 2:0        | 2:2   | 1:1   | 2:2     | –     | 1:0    | 3:1 | 2:0  | 1:1   |
| Neapol     | 3:0      | 4:0     | 2:1    | 1:1     | 1:0      | 1:2        | 3:2    | 0:0   | 0:1      | 1:0        | 1:0   | 4:1   | 1:0     | 3:2   | –      | 2:0 | 1:0  | 2:1   |
| Řím        | 3:2      | 1:0     | 0:2    | 1:0     | 0:0      | 0:1        | 0:0    | 0:0   | 1:0      | 1:1        | 0:0   | 2:1   | 1:1     | 0:1   | 0:2    | –   | 1:0  | 4:0   |
| SPAL       | 1:0      | 3:2     | 1:0    | 1:1     | 0:0      | 1:2        | 1:0    | 1:3   | 1:1      | 1:1        | 4:1   | 2:1   | 1:1     | 1:1   | 1:4    | 1:0 | –    | 0:0   |
| Turín      | 6:1      | 0:0     | 1:1    | 3:0     | 1:0      | 2:2        | 1:0    | 0:2   | 0:0      | 1:1        | 1:1   | 1:1   | 2:0     | 0:0   | 0:0    | 3:1 | 2:1  | –     |

### Střelecká listina
| Pořadí | Jméno                | Klub       | Branky |
| ------ | -------------------- | ---------- | ------ |
| 1.     | Luigi Riva           | Cagliari   | 18     |
| 2.     | Sandro Mazzola       | Inter      | 17     |
| 3.     | José Altafini        | Neapol     | 16     |
| 3.     | Kurt Hamrin          | Fiorentina | 16     |
| 5.     | Mario Brugnera       | Fiorentina | 13     |
| 6.     | Gianni Rivera        | Milán      | 12     |
| 7.     | Giampaolo Menichelli | Juventus   | 11     |
| 8.     | Ezio Pascutti        | Boloňa     | 10     |

## Vítěz
| Serie A Vítěz pro rok 1966/67 |
| ----------------------------- |
| Juventus FC                   |
|                               |